# Sermitsiaq
Sermitsiaq (danès: Sadelø; anglès: Saddle) és una muntanya de Groenlàndia que es troba a prop de la ciutat de Nuuk, al municipi de Sermersooq. A causa de la seva forma distintiva, la muntanya és un element identitari de Nuuk, incorporat a la seva bandera i escut. El Sermitsiaq, un dels dos diaris nacionals de Groenlàndia, porta el nom de la muntanya.
La muntanya es troba al centre de l'illa homònima i a 15 km al nord-est de Nuuk, la capital de Groenlàndia, al fiord de Nuup Kangerlua (danès: Godthåbsfjorden). El seu cim està coronat per una carena oest-est, de la qual emergeixen tres cims. Aquests s'assemblen a una sella, fet que va donar a la muntanya i a l'illa el seu nom danès. Mentre que el seu costat sud està format per formacions rocoses escarpades, el seu costat nord està cobert de glaceres.

## Galeria fotogràfica

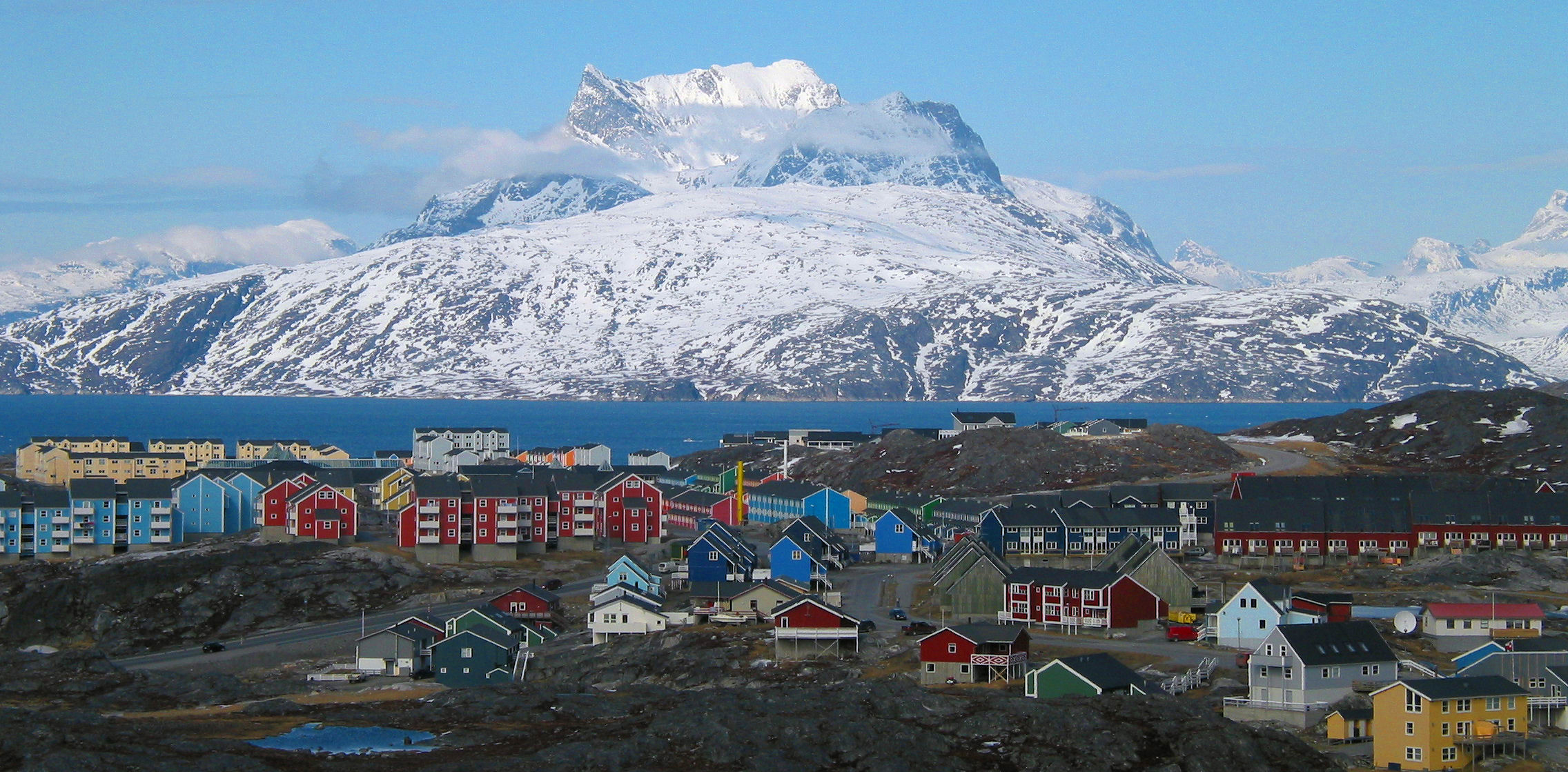
Sermitsiaq amb Nuuk en primer pla
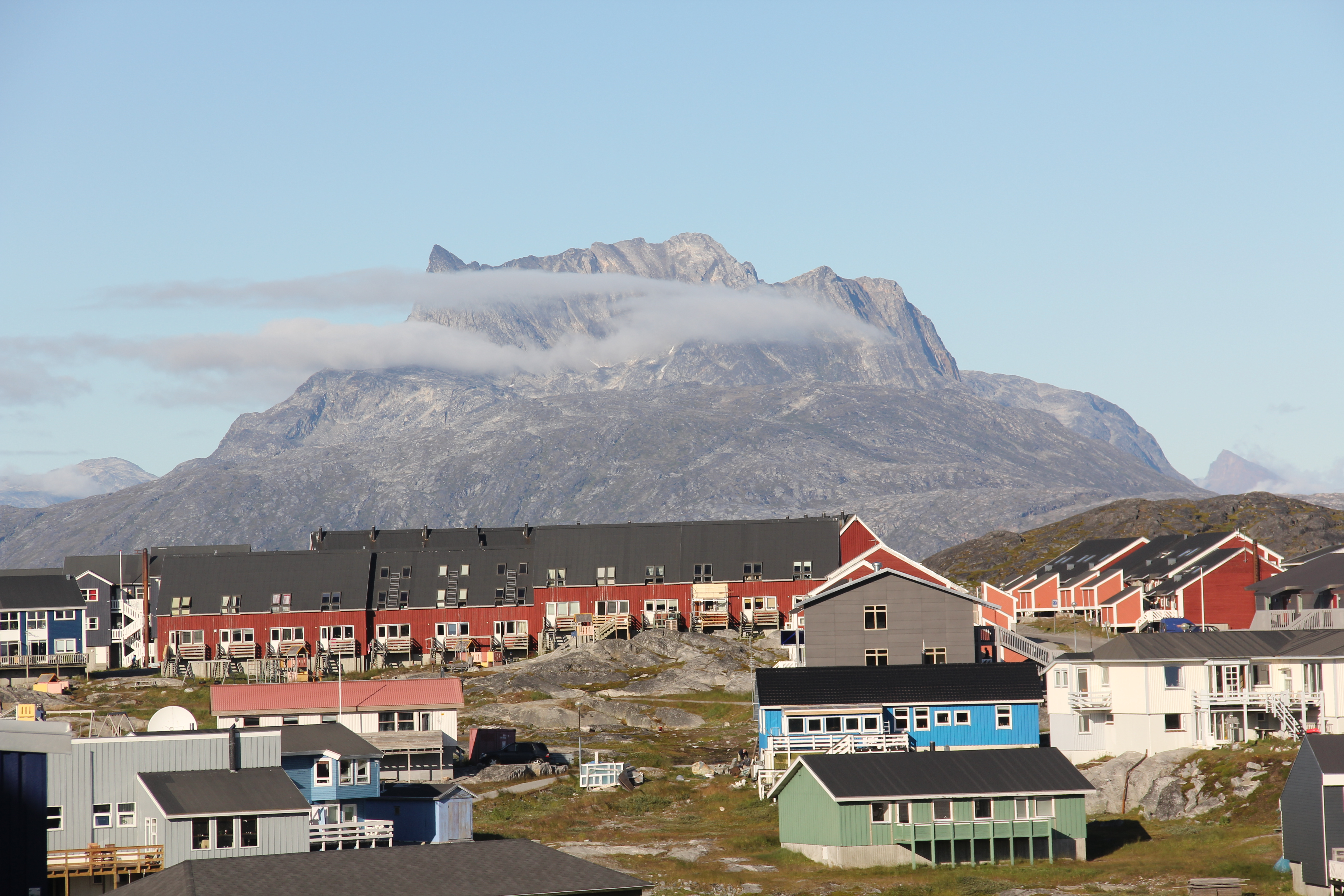
Sermitsiaq vista des de Nuuk
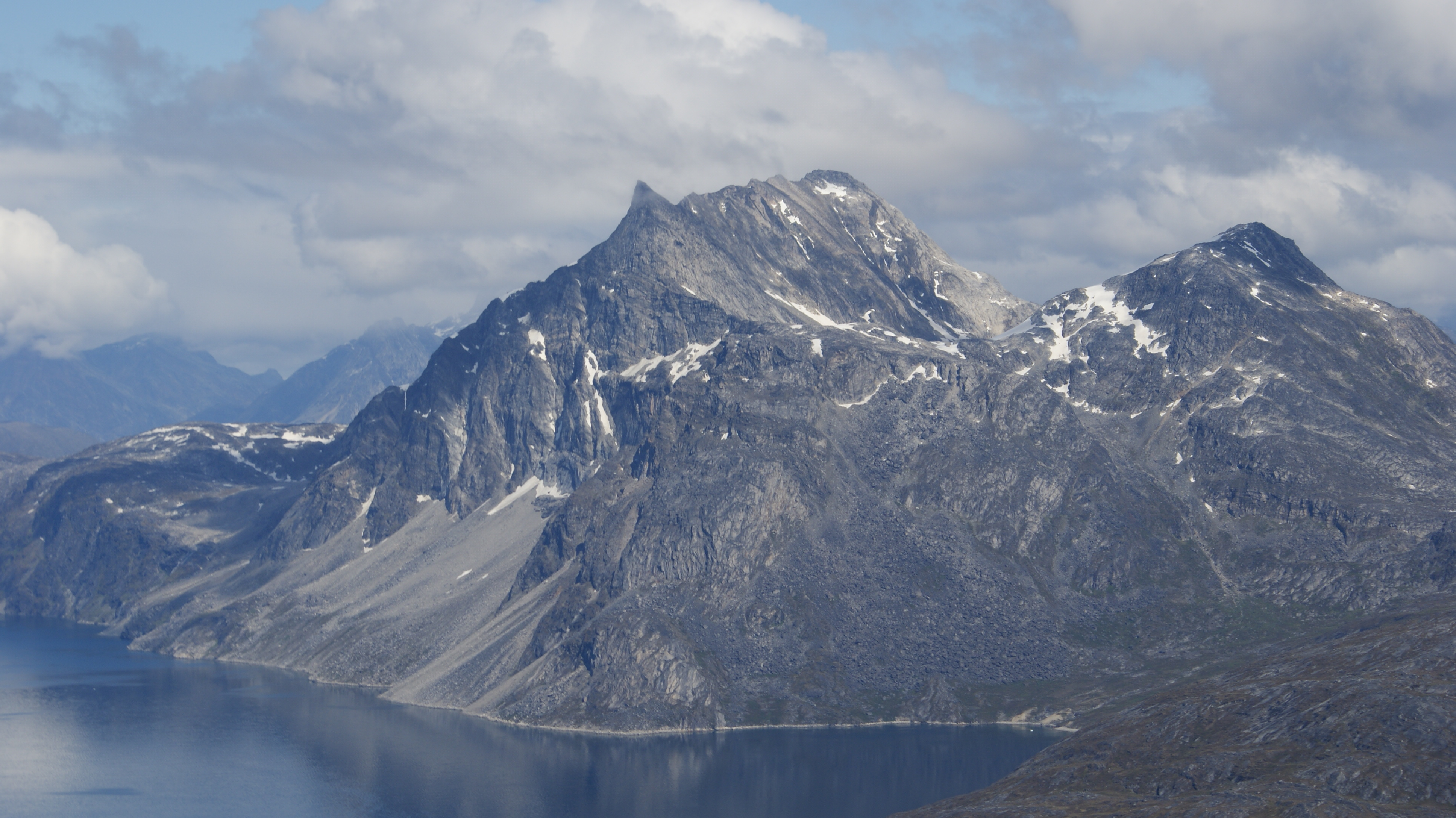
Sermitsiaq vista des de l'oest